# 京口区
京口区（けいこう-く）は中華人民共和国江蘇省鎮江市に位置する市轄区。

## 行政区画
- 街道:正東路街道、健康路街道、大市口街道、四牌楼街道、象山街道、諌壁街道、丁卯街道、大港街道
- 鎮:姚橋鎮、大路鎮、丁崗鎮